# Ośli Wierch (Góry Lubowelskie)
Ośli Wierch (słow. Oslí vrch, Osly, 859 m) – szczyt Gór Lubowelskich na Słowacji, które w polskiej regionalizacji z 2018 r. zaliczane są do Pogórza Popradzkiego.

## Topografia
Znajduje się w rozgałęzionym grzbiecie po wschodniej stronie przełęczy Vabec, pomiędzy miejscowościami Lubowla i Kremna. Jest zwornikiem dla czterech grzbietów:
- długi północny grzbiet poprzez wzniesienia Kóta 772, Nad Skalnou (819 m) i Wysoki Gruń (660 m) opadający do Popradu w Mniszku nad Popradem
- grzbiet zachodni do przełęczy Vabec (750 m)
- grzbiet południowo-zachodni opadający do wzniesienia Zamku Lubowelskiego
- krótki południowo-zachodni grzbiet do Szerokiego Wierchu (884 m)

Spływa z niego kilka potoków: na północ Kremnianka (dopływ potoku Hranična) i Suliński Potok, na południe potok Maslienka uchodzący do Popradu pod Lubownią.

## Opis szczytu
Stoki Oślego Wierchu są porośnięte lasem, jednak na wierzchołku oraz na grzbiecie od Oślego Wierchu poprzez wierzchołek Kóta 772 na Wysoki Gruń (Wysoki gruň, 660 m) są ogromne łąki, dzięki czemu rozciąga się stąd szeroka panorama widokowa. Dobrze widać stąd wschodnie wzniesienia Małych Pienin, wschodnią część Magury Spiskiej, Góry Lubowelskie, Pasmo Jaworzyny, Góry Leluchowskie i Góry Lewockie. Na samym wierzchołku Oślego Wierchu, pod sadzonymi modrzewiami i lipami w 2000 roku parafianie katoliccy z Lubowli zainstalowali pamiątkowy obelisk z krzyżem i tablicą, na której w słowackim języku wyryto napis: „Dnia 13 sierpnia w jubileuszowym 2000 roku odnowiono przy tym krzyżu ślubowanie naszych rodzin. Ze czci dla naszych przodków, z zamiarem zbliżenia naszych rodzin. Rzymskokatolicka parafia Stara Lubowla.”

## Turystyka
Na Oślim Wierchu krzyżują się dwa szlaki turystyczne. W Górach Lubowelskich ruch turystyczny jest niewielki, Ośli Wierch jednak należy do częściej odwiedzanych miejsc. Jest też ulubionym miejscem polowań (na łąkach kilka ambon myśliwskich). Od Zamku Lubowelskiego (czerwony szlak) prowadzi ścieżka dydaktyczno-rekreacyjna, szczególnie polecana dla wycieczek szkolnych. Jest przy niej kilka niedużych polan, na których zamontowano ławki i wiaty, ale także, huśtawki i inne przyrządy zabawowe dla dzieci (jak na placu zabaw). Trasa od Oślego Wierchu do Mniszka nad Popradem należy do najbardziej widokowych tras Gór Lubowelskich. Prowadzi bowiem cały czas trawiastym grzbietem nad Kremną. Wielkie łąki pod szczytem Oslego Wierchu wykorzystywane są już tylko przez myśliwych, ale łąki na grzbiecie Kóta – Wysoki Gruń są dalej koszone przez tutejszą spółdzielnię rolniczą. Na łąkach pod Oślim Wierchem łatwo jednak pogubić szlaki turystyczne: są one znakowane dość słabo, a miejsce to jest dość mylne.

## Szlaki turystyczne
– czerwony: Lubowla – Zamek Lubowelski – Ośli Wierch – Sliboń – Sulinka. 4:40 h, ↓ 4:50 h
 – zielony: Ośli Wierch – Mniszek nad Popradem – 3:30 h, ↓ 3:10 h